# Raban von Helmstatt

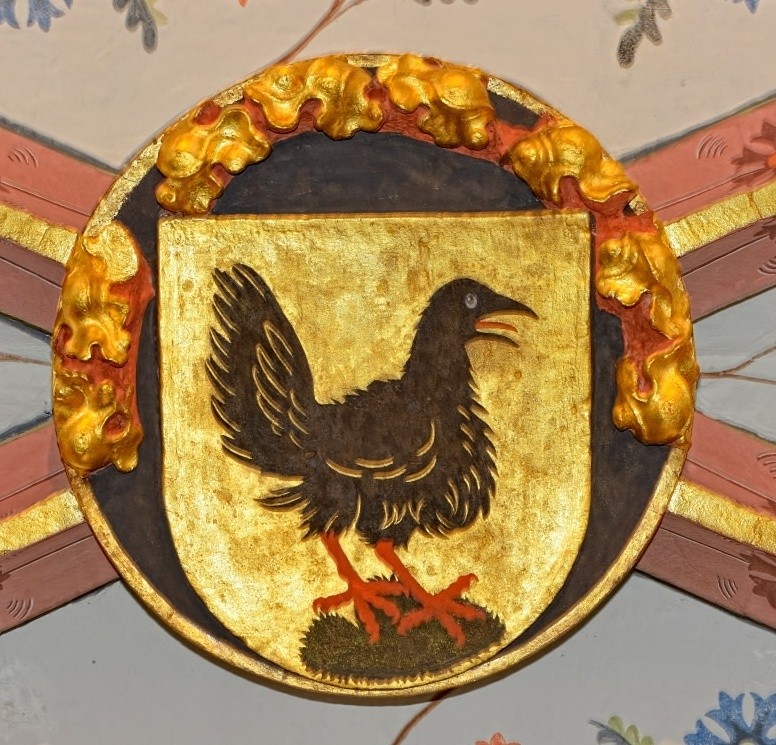
Familienwappen des Bischofs Raban von Helmstatt (um 1420), Stiftskirche Neustadt an der Weinstraße

Raban von Helmstatt (* um 1362; † 4. November 1439) war ab 1399 Bischof von Speyer und ab 1430 Erzbischof von Trier und damit einer der drei geistlichen Kurfürsten des Heiligen Römischen Reiches.

## Leben

### Frühe Laufbahn
Raban war einer von sieben Söhnen des Weiprecht I. aus dem Geschlecht der Herren von Helmstatt. Dieser gehörte dem führenden Kreis kurpfälzischer Räte an und bewirkte, dass außer Raban auch dessen Brüder Weiprecht II. († 1421) und Hans I. († 1422) in den Rat der Kurpfalz aufgenommen wurden. Darüber hinaus stellte Weiprecht I. seine Söhne Raban und Konrad – wie damals üblich bereits in jugendlichem Alter – erfolgreich als Pfründeanwärter im Speyerer Domkapitel vor. Die Aufnahme als Domherr zog sich dann über mehrere Jahre hin und war mit verschiedenen Verpflichtungen und Zahlungen verbunden, jedoch lockten dort äußerst lukrative Posten (Pfründen).
Raban studierte von 1386 bis 1388 an der neu gegründeten Universität Heidelberg und verbrachte anschließend sein Pflichtjahr in Speyer. 1389 immatrikulierte er sich an der Universität Wien; 1393 ist er an der Universität Bologna nachgewiesen. 1394 kehrte Raban nach Speyer zurück, wo er von Bischof Nikolaus von Wiesbaden zum Kämmerer und Propst der Stuhlbrüder ernannt wurde. Weitere Pfründen folgten, u. a. Anwartsschaften auf Domherrenstellen in Mainz, Worms und Würzburg sowie die Pastorie der Pfarrkirche in Stetten.

### Bischof von Speyer
Am 2. Juni 1396 wurde Raban zum Bischof von Speyer gewählt und 1399 als solcher geweiht. Von 1400 bis 1410 war er Kanzler König Ruprechts. 1414 ließ er Burg Marientraut bei Hanhofen erbauen. Sie diente als befestigter Sitz zur Sicherung seiner Landesherrschaft. Gleichzeitig konnte man durch ihre günstige Lage an Speyerbach und Woogbach die Wasserversorgung von Speyer kontrollieren. 1430 wurde er durch den Einfluss des Papstes Martin V. gegen den gewählten Jakob von Sierck, seinen Nachfolger, Erzbischof von Trier. Ein Prozess der Beteiligten auf dem Konzil von Basel blieb ohne große Auswirkungen.
Als Nachfolger im Speyerer Bischofsamt hatte die Familie von Helmstatt Reinhard von Helmstatt auserkoren, den Großneffen Bischof Rabans. Um Bischof werden zu können, musste Reinhard zunächst das Propstamt übernehmen, das jedoch mit seinem Bruder Heinrich von Helmstatt besetzt war. Dieser wurde ab 1424 genötigt, das Amt aufzugeben. Nach einem schriftlichen Urfehdeschwur wurde Heinrich durch Hans II. von Helmstatt, einen weiteren Bruder und damaligem Amtmann zu Lauterburg, verhaftet und bis 1436 festgesetzt.

### Erzbischof von Trier
Als Erzbischof von Trier verpfändete Raban die Stadt Cochem, die Burg Hammerstein und die Burg Ehrenbreitstein, was dort in den 1430er Jahren zu mehrjährigen kriegerischen Auseinandersetzungen führte. Am 20. Oktober 1438 trat Raban vom Amt des Speyerer Bischofs zurück, das nun wie geplant Reinhard von Helmstatt († 1456) einnahm. Auch als Trierer Erzbischof trat Raban im Mai 1439, sechs Monate vor seinem Tod, zurück.

## Wappen
Das fürstbischöfliche Wappen ist üblicherweise geviert. Die Felder des Wappenschildes führen in seiner Zeit als Bischof von Speyer im Wechsel das Familienwappen der Helmstatt, ein schwarzer Rabe auf Silber und das Wappen des Bistums Speyer, ein silbernes Kreuz auf blauem Grund.

## Wertung
Das Wirken Bischof Rabans wird von Historikern weniger im Sinne der Kirche, sondern vielmehr als wortwörtliche „Vetternwirtschaft“ im Sinne einer Macht- und Expansionspolitik der Familie von Helmstatt gesehen, worin Raban konsequent der Politik seines Vaters Weiprecht I. folgte. Vor 1396 besaß die Familie nur ein einziges Lehen des Speyerer Hochstifts, bis zu Rabans Tod 1439 waren drei Mannlehen und fünf Burglehen hinzugekommen, die auf Brüder und Neffen des Bischofs verteilt wurden. In seiner Amtszeit wurden fünf Mitglieder seines Familienstamms ins Speyerer Domkapitel aufgenommen: ein Heinrich, zwei Raban und zwei Reinhard (davon einer der bereits erwähnte Nachfolger). Insgesamt stellten die Helmstatt ab dem 15. Jahrhundert 20 Domherren und drei Bischöfe in Speyer und waren dort damit über längere Zeit eine der einflussreichsten Familien.